# Мюррей, Джон, 4-й герцог Атолл
Джон Мюррей, 4-й герцог Атолл (англ. John Murray, 4th Duke of Atholl; 30 июня 1755 — 29 сентября 1830) — шотландский аристократ и наследственный пэр. В 1764—1774 годах носил титул учтивости маркиз Таллибардин.

## Биография
Джон Мюррей родился 30 июня 1755 года. Он был старшим сыном Джона Мюррея, 3-го герцога Атолла (1729—1774), и его жены Шарлотты, 8-й баронессы Стрейндж (1731—1805). С 1764 года, когда отец стал герцогом, Джон-младший носил титул учтивости маркиз Таллибардин. В 1774 году, после смерти отца, Джон унаследовал герцогский титул и был избран шотландским пэром-представителем в Палату лордов. 18 августа 1786 года него были созданы титулы барона Мюррея из Стэнли в графстве Глостершир и графа Стрейнджа в пэрстве Великобритании, что автоматически дало ему место в Палате лордов. Мюррей занимал почетную должность лорда-лейтенанта Пертшира в 1794—1830 годах. В 1797 году он стал членом Тайного совета Великобритании. В 1800 году герцог стал кавалером Ордена Чертополоха. Он унаследовал баронство Стрейндж после смерти матери 13 октября 1805 года. Герцог был великим мастером Древней Великой ложи Англии (1775—1781, 1791—1812) и Великой ложи Шотландии (1778—1780).
Мюррей ввел японскую лиственницу в Британию, посадив деревья в Данкелде, где они скрестились с первой европейской лиственницей в Британии, посаженной его дядей, вторым герцогом Атоллом, и дали начало лиственнице Данкельда . В 1796—1797 годах он посадил сосну и лиственницу вокруг водопада Бруар в память о недавно умершем Роберте Бёрнсе, откликнувшись на его стихотворение «Смиренное прошение Бруар-Уотер благородному герцогу Атоллу» (1787) . Герцог написал «Наблюдения над лиственницей» в 1807 году.

## Семья
26 декабря 1774 года герцог Атолл женился на Джейн Кэткарт (24 мая 1754 — 26 декабря 1790), дочери Чарльза Кэткарта, 9-го лорда Кэткарта. В этом браке родились восемь детей:
- Шарлотта (21 октября 1775 — 31 мая 1832), жена сэра Джона Мензиса из замка Мензис, 4-го баронета, и адмирала сэра Адама Драммонда;
- Джон (26 июня 1778- 14 сентября 1846)[1], 5-й герцог Атолл;
- Джеймс (29 мая 1782 — 12 октября 1837), 1-й барон Гленлайон, отец 6-го герцога Атолла;
- Эдвард (11 сентября 1783 — 19 марта 1795);
- Роберт Мюррей (13 марта 1785 — 5 февраля 1793);
- Фредерик (13 октября 1788 — 11 апреля 1789);
- Амелия София (5 июля 1780 — 19 июня 1849), жена Джеймса Драммонда, 6-го виконта Страталлан;
- Элизабет (19 апреля 1787 — 12 апреля 1846), жена генерал-майора сэра Эвана МакГрегора, 2-го баронета.

После смерти жены в 1790 году герцог женился 11 марта 1794 года на Марджори Форбс (3 февраля 1761 — 3 октября 1842), дочери Джеймса Форбса, 16-го лорда Форбса, и Кэтрин Иннес, вдове Джона Маккензи, лорда Маклауда. Она родила двух детей. Это были:
- Кэтрин (? — 1796)
- Чарльз (1799 — август 1824); он умер от болезни, участвуя в Греческой войне за независимость[9][10].

Герцог Атолл умер в сентябре 1830 года в возрасте 75 лет. Его жена умерла в октябре 1842 года в возрасте 81 года.